# Japan Art Media
Japan Art Media (JAM) Co. Ltd est une société japonaise de développement de jeux vidéo fondée en 1989 et basée à Tokyo.

## Jeux développés
Game Boy
- Aretha (1990)
- Aretha II (1991)
- Aretha III (1992)
- Penta Dragon (1992)

Game Gear
- Eternal Legend (1991)

Super Nintendo
- Song Master (1992)
- Aretha: The Super Famicom (1993)
- Trinea (Penta Dragon 2) (1993)
- Aretha II: Ariel no Fushigi na Tabi (1994)
- Haou Taikei Ryū Knight (1994)
- Rejoice: Aretha Ōkoku no Kanata (1995)
- SD Gundam GNEXT (1995)

Saturn
- Lunar: Silver Star Story (1997)
- SD Gundam G-CENTURY (1998)

PlayStation
- SD Gundam G-CENTURY (1997)
- Slayers Royale (1998)
- Yuugen Kaisha Chikyuu Boueitai: Earth Defenders Corporation (1999)
- Kurukuru Marumaru (2001)
- Super Tokusatsu Taisen 2001 (2001)

Game Boy Advance
- Lunar Legend (2001)

Nintendo DS
- Lunar: Dragon Song (2005)
- Remindelight (2006)

Wii
- Super Smash Bros. Brawl (2008)